# Équipe de Belgique de football en 1982
Maillots
Chronologie
Saison précédente Saison suivante
L'équipe de Belgique de football participe en 1982 à sa sixième phase finale de Coupe du monde dont cette édition se tient en Espagne du 13 juin au 11 juillet, dispute auparavant trois rencontres amicales de préparation et amorce ensuite les éliminatoires du Championnat d'Europe 1984 après une quatrième et dernière joute amicale.

## Objectifs
Finalistes malheureux du dernier Euro 1980, les Diables Rouges peuvent nourrir quelque ambition lors de cette phase finale de Coupe du monde et, après l'échec de la Coupe du monde 1970 et leur absence aux éditions de 1974 et de 1978, ceux-ci espèrent franchir le cap du premier tour. À l'issue de ce Mundial espagnol, un bon démarrage lors des éliminatoires de l'Euro 1984 est également essentiel afin de tenter de se qualifier pour la deuxième phase finale européenne de rang.

## Résumé de la saison
Après leur performance à l'Euro italien, les Diables Rouges sont de nouveau pris au sérieux par leurs adversaires. Ils terminent premiers de leur groupe de qualification pour la Coupe du monde 1982, devant la France et les Pays-Bas, finalistes des deux dernières éditions, qui sont donc éliminés. Avec un noyau quasiment identique à celui qui avait atteint la finale de l'Euro (16 joueurs sur 22), la Belgique se qualifie donc pour sa première phase finale de Coupe du monde depuis douze ans. Au premier tour, elle hérite d'un groupe équilibré et dispute le match d'ouverture contre les champions du monde argentins. Les Belges créent la sensation en s'imposant (1-0), sur un but d'Erwin Vandenbergh,. Ils remportent leur deuxième match contre le Salvador également (1-0), puis font un match nul (1-1) contre la Hongrie,. Grâce à ces résultats, la Belgique termine en tête de son groupe au premier tour et franchit un tour pour la première fois de son histoire. Au deuxième tour, la Belgique hérite de la Pologne et de l'URSS. L'équipe perd ses deux rencontres, respectivement (0-3) et (0-1), et est éliminée.
Chose assez rare, les Diables Rouges doivent aligner leurs trois gardiens durant la compétition. Le titulaire à ce poste, Jean-Marie Pfaff, se blesse après le premier tour et est remplacé par Theo Custers. Ce dernier ne dispute qu'une rencontre et se blesse à son tour. C'est ensuite Jacky Munaron, troisième gardien du noyau, qui joue le dernier match contre l'URSS.

## Bilan de l'année
Le bilan de l'année est plutôt positif pour les Belges car ils ont franchi pour la première fois de leur histoire un tour en Coupe du monde en six participations, toutefois leur décevante prestation lors du second tour laisse les critiques et observateurs au pays sur leur faim. Les Diables Rouges signent tout de même un nouvel exploit en battant l'Argentine (1-0), championne du monde en titre et, de plus, en réussissant à marquer, ce qu'aucune autre nation n'a réussi à l'occasion du match d'ouverture d'une Coupe du monde depuis 1962. Il faut également noter que la Pologne, dont l'avant-centre Zbigniew Boniek fut le bourreau de la Belgique en signant un hat trick, termine 3e de la compétition. La formule du second tour donne également lieu à des calculs d'apothicaire, d'où la démotivation des Belges lors de leur seconde rencontre car ceux-ci devaient non seulement vaincre l'URSS par plus de trois buts d'écart mais aussi espérer un faux pas de la Pologne contre cette dernière par une différence de buts inférieure à leur propre résultat (!). Cette formule ne donnera d'ailleurs pas satisfaction et sera abandonnée dès l'édition 1986 au profit de matchs à élimination directe.
Le départ des éliminatoires du Championnat d'Europe 1984 est également parfait, la Belgique prenant d'emblée la tête de sa poule avec deux victoires en deux rencontres, toutes deux à domicile il est vrai et sans encore avoir rencontré l'Allemagne de l'Est.

### Coupe du monde 1982

#### Premier tour (Groupe 3)
| Classement final |           |     |   |   |   |   |    |    |      |
|                  | Équipe    | Pts | J | G | N | P | BP | BC | Diff |
| 1                | Belgique  | 5   | 3 | 2 | 1 | 0 | 3  | 1  | +2   |
| 2                | Argentine | 4   | 3 | 2 | 0 | 1 | 6  | 2  | +4   |
| 3                | Hongrie   | 3   | 3 | 1 | 1 | 1 | 12 | 6  | +6   |
| 4                | Salvador  | 0   | 3 | 0 | 0 | 3 | 1  | 13 | -12  |

| 13 juin | Belgique  | 1  | 0 | Argentine |
| 15 juin | Hongrie   | 10 | 1 | Salvador  |
| 18 juin | Argentine | 4  | 1 | Hongrie   |
| 19 juin | Belgique  | 1  | 0 | Salvador  |
| 22 juin | Belgique  | 1  | 1 | Hongrie   |
| 23 juin | Argentine | 2  | 0 | Salvador  |

#### Second tour (Groupe A)
| Classement final |                  |     |   |   |   |   |    |    |      |
|                  | Équipe           | Pts | J | G | N | P | BP | BC | Diff |
| 1                | Pologne          | 3   | 2 | 1 | 1 | 0 | 3  | 0  | +3   |
| 2                | Union soviétique | 3   | 2 | 1 | 1 | 0 | 1  | 0  | +1   |
| 3                | Belgique         | 0   | 2 | 0 | 0 | 2 | 0  | 4  | -4   |

| 28 juin     | Pologne  | 3 | 0 | Belgique         |
| 1er juillet | Belgique | 0 | 1 | Union soviétique |
| 4 juillet   | Pologne  | 0 | 0 | Union soviétique |

## Les matchs
| Match amical                                                  | Belgique                                 | 4 - 1   | Roumanie     | Stade du Heysel Laeken, Belgique               |                                                |
| 24 mars 1982 · 20:00 heure locale · Historique des rencontres | Verheyen 12e 45e · Czerniatynski 58e 76e | (2 – 0) | Țicleanu 52e | Spectateurs : 7 330 Arbitrage : Daniel Lambert | Spectateurs : 7 330 Arbitrage : Daniel Lambert |
| 24 mars 1982 · 20:00 heure locale · Historique des rencontres | Rapport (RBFA) Rapport                   |         |              | Spectateurs : 7 330 Arbitrage : Daniel Lambert | Spectateurs : 7 330 Arbitrage : Daniel Lambert |

| Match amical                                                   | Belgique                      | 2 - 1   | Bulgarie     | Stade du Heysel Laeken, Belgique                 |                                                  |
| 28 avril 1982 · 20:00 heure locale · Historique des rencontres | Vandenbergh 2e · Van Moer 53e | (1 – 1) | Mladenov 41e | Spectateurs : 6 439 Arbitrage : Gerd Hennig (en) | Spectateurs : 6 439 Arbitrage : Gerd Hennig (en) |
| 28 avril 1982 · 20:00 heure locale · Historique des rencontres | Rapport (RBFA) Rapport        |         |              | Spectateurs : 6 439 Arbitrage : Gerd Hennig (en) | Spectateurs : 6 439 Arbitrage : Gerd Hennig (en) |

| Match amical                                                 | Danemark               | 1 - 0   | Belgique | Københavns Idrætspark (en) Copenhague, Danemark |                                                 |
| 27 mai 1982 · 19:00 heure locale · Historique des rencontres | Elkjær 62e             | (0 – 0) |          | Spectateurs : 12 000 Arbitrage : Hans Harrysson | Spectateurs : 12 000 Arbitrage : Hans Harrysson |
| 27 mai 1982 · 19:00 heure locale · Historique des rencontres | Rapport (RBFA) Rapport |         |          | Spectateurs : 12 000 Arbitrage : Hans Harrysson | Spectateurs : 12 000 Arbitrage : Hans Harrysson |

| Coupe du monde 1982 Premier tour - Groupe 3                   | Argentine                     | 0 - 1   | Belgique        | Camp Nou Barcelone, Espagne                       |                                                   |
| 13 juin 1982 · 20:00 heure locale · Historique des rencontres |                               | (0 – 0) | Vandenbergh 62e | Spectateurs : 95 000 Arbitrage : Vojtěch Christov | Spectateurs : 95 000 Arbitrage : Vojtěch Christov |
| 13 juin 1982 · 20:00 heure locale · Historique des rencontres | Rapport (FIFA) Rapport (RBFA) |         |                 | Spectateurs : 95 000 Arbitrage : Vojtěch Christov | Spectateurs : 95 000 Arbitrage : Vojtěch Christov |

| Coupe du monde 1982 Premier tour - Groupe 3                   | Belgique                      | 1 - 0   | Salvador | Stade Martínez Valero Elche, Espagne             |                                                  |
| 19 juin 1982 · 21:00 heure locale · Historique des rencontres | Coeck 19e                     | (1 – 0) |          | Spectateurs : 15 000 Arbitrage : Malcolm Moffatt | Spectateurs : 15 000 Arbitrage : Malcolm Moffatt |
| 19 juin 1982 · 21:00 heure locale · Historique des rencontres | Rapport (FIFA) Rapport (RBFA) |         |          | Spectateurs : 15 000 Arbitrage : Malcolm Moffatt | Spectateurs : 15 000 Arbitrage : Malcolm Moffatt |

| Coupe du monde 1982 Premier tour - Groupe 3                   | Belgique                      | 1 - 1   | Hongrie   | Stade Martínez Valero Elche, Espagne         |                                              |
| 22 juin 1982 · 21:00 heure locale · Historique des rencontres | Czerniatynski 76e             | (0 – 1) | Varga 27e | Spectateurs : 37 000 Arbitrage : Clive White | Spectateurs : 37 000 Arbitrage : Clive White |
| 22 juin 1982 · 21:00 heure locale · Historique des rencontres | Rapport (FIFA) Rapport (RBFA) |         |           | Spectateurs : 37 000 Arbitrage : Clive White | Spectateurs : 37 000 Arbitrage : Clive White |

| Coupe du monde 1982 Second tour - Groupe A                    | Pologne                       | 3 - 0   | Belgique | Camp Nou Barcelone, Espagne                         |                                                     |
| 28 juin 1982 · 21:00 heure locale · Historique des rencontres | Boniek 4e 26e 53e             | (2 – 0) |          | Spectateurs : 65 000 Arbitrage : Luis Paulino Siles | Spectateurs : 65 000 Arbitrage : Luis Paulino Siles |
| 28 juin 1982 · 21:00 heure locale · Historique des rencontres | Rapport (FIFA) Rapport (RBFA) |         |          | Spectateurs : 65 000 Arbitrage : Luis Paulino Siles | Spectateurs : 65 000 Arbitrage : Luis Paulino Siles |

| Coupe du monde 1982 Second tour - Groupe A                        | Belgique                      | 0 - 1   | Union soviétique | Camp Nou Barcelone, Espagne                     |                                                 |
| 1er juillet 1982 · 21:00 heure locale · Historique des rencontres |                               | (0 – 0) | Oganessian 48e   | Spectateurs : 45 000 Arbitrage : Michel Vautrot | Spectateurs : 45 000 Arbitrage : Michel Vautrot |
| 1er juillet 1982 · 21:00 heure locale · Historique des rencontres | Rapport (FIFA) Rapport (RBFA) |         |                  | Spectateurs : 45 000 Arbitrage : Michel Vautrot | Spectateurs : 45 000 Arbitrage : Michel Vautrot |

| Match amical                                                       | Allemagne de l'Ouest   | 0 - 0   | Belgique | Stade olympique Munich, Allemagne de l'Ouest      |                                                   |
| 22 septembre 1982 · 19:00 heure locale · Historique des rencontres |                        | (0 – 0) |          | Spectateurs : 25 000 Arbitrage : Vojtěch Christov | Spectateurs : 25 000 Arbitrage : Vojtěch Christov |
| 22 septembre 1982 · 19:00 heure locale · Historique des rencontres | Rapport (RBFA) Rapport |         |          | Spectateurs : 25 000 Arbitrage : Vojtěch Christov | Spectateurs : 25 000 Arbitrage : Vojtěch Christov |

| Championnat d'Europe 1984 Éliminatoires - Groupe 1              | Belgique                                         | 3 - 0   | Suisse | Stade du Heysel Laeken, Belgique               |                                                |
| 6 octobre 1983 · 20:00 heure locale · Historique des rencontres | Lüdi (en) 2e (csc) · Coeck 48e · Vandenbergh 82e | (1 – 0) |        | Spectateurs : 16 808 Arbitrage : Paolo Bergamo | Spectateurs : 16 808 Arbitrage : Paolo Bergamo |
| 6 octobre 1983 · 20:00 heure locale · Historique des rencontres | Rapport (RBFA) Rapport                           |         |        | Spectateurs : 16 808 Arbitrage : Paolo Bergamo | Spectateurs : 16 808 Arbitrage : Paolo Bergamo |

| Championnat d'Europe 1984 Éliminatoires - Groupe 1                | Belgique                               | 3 - 2   | Écosse           | Stade du Heysel Laeken, Belgique                 |                                                  |
| 15 décembre 1983 · 20:00 heure locale · Historique des rencontres | Vandenbergh 25e · Van Der Elst 39e 62e | (2 – 2) | Dalglish 13e 35e | Spectateurs : 48 877 Arbitrage : António Garrido | Spectateurs : 48 877 Arbitrage : António Garrido |
| 15 décembre 1983 · 20:00 heure locale · Historique des rencontres | Rapport (RBFA) Rapport                 |         |                  | Spectateurs : 48 877 Arbitrage : António Garrido | Spectateurs : 48 877 Arbitrage : António Garrido |

## Les joueurs
| Joueurs                 | Joueurs                   | Amical | Amical | Amical | CM 1982 | CM 1982 | CM 1982 | CM 1982 | CM 1982 | Amical | QCE 1984 | QCE 1984 |
| ----------------------- | ------------------------- | ------ | ------ | ------ | ------- | ------- | ------- | ------- | ------- | ------ | -------- | -------- |
| Gardiens de but         |                           |        |        |        |         |         |         |         |         |        |          |          |
| Jean-Marie Pfaff        | SK Beveren                | 90     | 90     | 59e    | 90      | 90      | 90 65e  | r       | r       | 90     | 90       | 90       |
| Michel Preud'homme      | Standard de Liège         | r      |        |        |         |         |         |         |         |        |          |          |
| Jacky Munaron           | RSC Anderlechtois         |        | r      |        | r       | r       | r       | r       | 90      | r      | r        | r        |
| Theo Custers            | RCD Espanyol              |        |        | 59e    | r       | r       | r       | 90      | r       |        |          |          |
| Défenseurs              |                           |        |        |        |         |         |         |         |         |        |          |          |
| Eric Gerets             | Standard de Liège         | 47e    | 90     | 90     | 90      | 90      | 62e     | r       | r       | 90     | 90       | 90       |
| Luc Millecamps          | KSV Waregem               | 90     | 90     | 90     | 90 50e  | 90      | 90      | 90      | 90      |        |          |          |
| Marc Baecke             | KSK Beveren               | 90     | r      | r      | 90      | 90      | 90      | 88e     | r       | 90     | 90 63e   | 90       |
| Walter Meeuws           | Standard de Liège         | r      | r      | r      | r       | 90      | 90 79e  | 90      | 90      | 90     | 90       | 90       |
| Michel Renquin          | RSC Anderlechtois         |        | 90     | 90     | r       | r       | r       | 90      | 90      |        |          |          |
| Maurice De Schrijver    | KSC Lokeren               |        |        | 90     | 90      | r       | r       | r       | 65e     | r      | r        | 87e      |
| Gérard Plessers         | Standard de Liège         |        |        | r      | r       | r       | 62e     | 88e     | r       |        |          |          |
| Jos Daerden             | Standard de Liège         |        |        | 84e    |         |         |         |         |         | 90     | 90       | 90       |
| Michel De Wolf          | RWD Molenbeek             |        |        |        |         |         |         |         |         | r      |          |          |
| Leo Clijsters           | K Waterschei SV THOR Genk |        |        |        |         |         |         |         |         |        | r        | r        |
| Milieux                 |                           |        |        |        |         |         |         |         |         |        |          |          |
| René Verheyen           | Club Bruges KV            | 90     | 8e     |        | r       | r       | r       | r       | 90      | 90     | r        | 64e      |
| René Vandereycken       | Genoa CFC                 | 90     | 8e     |        | r       | r       | r       | r       | r       |        |          |          |
| Wilfried Van Moer       | SK Beveren                | 90     | 67e    | 66e    | r       | 80e     | 46e     | 46e     | r       |        |          |          |
| Ludo Coeck              | RSC Anderlechtois         | 90     | 90     | 90     | 90      | 90      | 90      | 90      | 90      | 90     | 90       | 90       |
| Franky Vercauteren      | RSC Anderlechtois         | 90     | 67e    | 66e    | 90      | 90      | 90      | 90      | 90      | 73e    | 90       | 64e      |
| Marc Millecamps         | KSV Waregem               | 47e    | r      |        | r       | r       | r       | r       | 65e     |        |          |          |
| Raymond Mommens         | KSC Lokeren               | r      | 67e    | 66e    | r       | r       | r       | r       | r       | 73e    |          |          |
| François Van Der Elst   | West Ham United           |        | 67e    | 90     |         | 46e     | r       | 46e     | r       |        |          | 90       |
| Guy Vandersmissen       | Standard de Liège         |        |        |        | 90      | 46e     | 46e     | r       | 67e     | 90     | 90       | 90       |
| Attaquants              |                           |        |        |        |         |         |         |         |         |        |          |          |
| Erwin Vandenbergh       | RSC Anderlechtois         | 78e    | 90     | 90     | 90      | 90      | 90      | 90      | 90      |        | 90       | 87e      |
| Alexandre Czerniatynski | Royal Antwerp FC          | 90     | 90     | 66e    | 90      | 90      | 90      | 90      | 67e     | 81e    | 90       |          |
| Willy Geurts            | RSC Anderlechtois         | 78e    |        |        |         |         |         |         |         |        |          |          |
| Jan Ceulemans           | Club Bruges KV            |        | 90     | 84e    | 90      | 80e     | 90      | 90      | 90      | 90     | 90       | 90       |
| Yvan Hoste              | KSK Tongres               |        |        |        |         |         |         |         |         | 81e ,  | r        |          |
| Eddy Voordeckers        | K Waterschei SV THOR Genk |        |        |        |         |         |         |         |         |        |          | r        |

Un « r » indique un joueur qui était parmi les remplaçants mais qui n'est pas monté au jeu.
1. 1 2 3 4 5  Première sélection officielle pour le joueur.
2. 1 2 3 4 5 6  Dernière sélection officielle pour le joueur.

## Aspects socio-économiques

### Couverture médiatique
| Jour de diffusion | Match                           | Compétition          | Diffuseur francophone | Diffuseur néerlandophone |
| ----------------- | ------------------------------- | -------------------- | --------------------- | ------------------------ |
| 24 mars 1982      | Belgique - Roumanie             | Amical               | non diffusé           | non diffusé              |
| 28 avril 1982     | Belgique - Bulgarie             | Amical               | non diffusé           | non diffusé              |
| 27 mai 1982       | Danemark - Belgique             | Amical               | RTBF                  | BRT                      |
| 13 juin 1982      | Argentine - Belgique            | Coupe du monde       | RTBF                  | BRT                      |
| 19 juin 1982      | Belgique - Salvador             | Coupe du monde       | RTBF                  | BRT                      |
| 22 juin 1982      | Belgique - Hongrie              | Coupe du monde       | RTBF                  | BRT                      |
| 28 juin 1982      | Pologne - Belgique              | Coupe du monde       | RTBF                  | BRT                      |
| 1er juillet 1982  | Belgique - Union soviétique     | Coupe du monde       | RTBF                  | BRT                      |
| 22 septembre 1982 | Allemagne de l'Ouest - Belgique | Amical               | non diffusé           | non diffusé              |
| 6 octobre 1982    | Belgique - Suisse               | Championnat d'Europe | non diffusé           | non diffusé              |
| 15 décembre 1982  | Belgique - Écosse               | Championnat d'Europe | non diffusé           | non diffusé              |

Source : Programme TV dans Gazet van Antwerpen.

## Sources

### Archives
1. ↑  (nl) « Concentra online archief », sur krantenarchief.concentra.be, Mediahuis.